# Yang Yanqin
Yang Yanqin (chiń. upr. 杨彦芹; chiń. trad. 楊彥芹; pinyin Yáng Yànqín; ur. 28 sierpnia 1966)  – chińska kulomiotka, olimpijka.
W 1984 roku wystąpiła na igrzyskach olimpijskich w Los Angeles. Startowała w pchnięciu kulą. Po pierwszej kolejce była sklasyfikowana na 7. miejscu z rezultatem 16,76 m. Mimo że w drugiej kolejce poprawiła się o 21 cm, spadła na 9. miejsce. W trzeciej kolejce nie poprawiła swojego dotychczasowego wyniku. Pchnięcie na odległość 16,97 dało w końcowej klasyfikacji 10. miejsce.
W 1985 wywalczyła srebrny medal uniwersjady.

## Rekordy życiowe
- Pchnięcie kulą – 18,79 (1986)[1].